# Wasteland (film 2012 Travis)
Wasteland è un film pornografico statunitense del 2012 diretto da Graham Travis. È uno dei film porno più premiati del 2013, avendo ricevuto il premio come "Movie of The Year" agli AVN Award, "Feature Movie of the Year" agli XBIZ Award e "Best Release" agli XRCO Award.

## Trama
Il film racconta la storia di Anna e Jacky, vecchie compagnie di scuola, che tuttavia non si vedono da molti anni. Si ritrovano a Los Angeles in una notte di amore e rapporti sessuali.

## Riconoscimenti
AVN Awards
- 2013 - Movie Of The Year
- 2013 - Best Screenplay
- 2013 - Best Editing
- 2013 - Best Drama
- 2013 - Best Director - Feature
- 2013 - Best Cinematography
- 2013 -  Best Actress a Lily Carter

XBIZ Awards
- 2013 - Feature Movie Of The Year
- 2013 - Director Of The Year - Feature Release a Graham Travis
- 2013 - Best Actress - Feature Movie a Lily Carter e Lily LaBeau
- 2013 - Best Scene - Feature Movie a Lily Carter, Mick Blue, Ramon Nomar, David Perry e Toni Ribas

XRCO Award
- 2013 - Best Release
- 2013 - Best Actress a Lily Carter